# Finsko na Zimních olympijských hrách 1968
Finsko na Zimních olympijských hrách 1968 v Grenoble reprezentovalo 52 sportovců, z toho 44 mužů a 8 žen. Nejmladším účastníkem byla Kaija-Liisa Keskivitikka (18 let, 80 dní), nejstarší pak Veikko Hakulinen (39 let, 31 dní). Reprezentanti vybojovali 5 medailí, z toho 1 zlatou, 2 stříbrné a 2 bronzové.

## Medailisté
| Medaile | Jméno                                                          | Sport          | Disciplína                  |
| ------- | -------------------------------------------------------------- | -------------- | --------------------------- |
| Zlato   | Kaija Mustonenová                                              | Rychlobruslení | Ženy 1500 m                 |
| Stříbro | Eero Mäntyranta                                                | Běh na lyžích  | Muži 15 km                  |
| Stříbro | Kaija Mustonenová                                              | Rychlobruslení | Ženy 3000 m                 |
| Bronz   | Eero Mäntyranta                                                | Běh na lyžích  | Muži 30 km (hromadný start) |
| Bronz   | Kalevi Laurila Eero Mäntyranta Kalevi Oikarainen Hannu Taipale | Běh na lyžích  | Muži - štafeta 4 x 10 km    |